# Jan Schinkelshoek
Jan Schinkelshoek (Capelle aan den IJssel, 29 oktober 1953) is een Nederlands politicus. Namens het Christen-Democratisch Appèl (CDA) was hij van 30 november 2006 tot 17 juni 2010 lid van de Tweede Kamer der Staten-Generaal.

## Maatschappelijke carrière
Jan Schinkelshoek groeide op in een SGP-nest. Na het voltooien van de middelbare school ging hij als verslaggever aan de slag bij het Reformatorisch Dagblad. Van 1975 tot 1983 was hij als parlementair redacteur werkzaam voor de Haagsche Courant/Goudsche Courant. In 1983 trad hij als voorlichter in dienst van de CDA-fractie in de Tweede Kamer. Schinkelshoek was tevens de woordvoerder van fractievoorzitter Bert de Vries en gold als 55ste Kamerlid van het CDA (de fractie bestond op dat moment officieel uit 54 leden). Bij de Tweede Kamerverkiezingen van 1986 en 1989 was hij de campagnemanager van lijsttrekker Ruud Lubbers ('Laat Lubbers z'n karwei afmaken').
Van 1990 tot 1994 was Schinkelshoek directeur van de directie Voorlichting van het ministerie van Justitie. In 1994 keerde hij terug naar de media om algemeen hoofdredacteur van de Haagsche Courant te worden. Van 1 januari 2001 tot 1 december 2006 werkte hij als directeur communicatie bij de Rabobank. Schinkelshoek werd in 2005 uitgeroepen tot communicatiemanager van het jaar vanwege de reclamecampagne rond het fictieve personage Jochem de Bruin, waarmee de Rabobank zich vanaf 2003 profileerde als 'de andere bank'.

## Politiek
Bij de Tweede Kamerverkiezingen van 2006 kreeg Schinkelshoek de elfde plek op de kandidatenlijst van het CDA, waarmee hij de hoogstgeplaatste kandidaat was die niet in het kabinet of de Kamer zat. Hij werd gekozen en werd op 30 november 2006 beëdigd. In de Tweede Kamer was Schinkelshoek woordvoerder van het CDA op het terrein van het binnenlands bestuur. Ook hield hij zich bezig met de Nederlandse Antillen en met cultuur. In de Tweede Kamer maakte hij deel uit van de volgende commissies: Justitie, Commissie voor de Werkwijze van de Tweede Kamer, Contactgroep Duitsland, Binnenlandse Zaken en Koninkrijksrelaties, Nederlands-Antilliaanse en Arubaanse Zaken, Onderwijs, Cultuur en Wetenschap, Interparlementaire commissie inzake de Nederlandse Taalunie en Delegatie naar de Raadgevende Interparlementaire Beneluxraad.
Schinkelshoek was lid van de Nationale Conventie, een platform dat in 2006 de regering moest adviseren over bestuurlijke vernieuwingen. De commissie zou voorstellen doen over de inrichting van het politieke bestel die moesten bijdragen aan herstel van vertrouwen tussen burger en politiek. Op 5 oktober 2006 heeft de Nationale Conventie een hele reeks aanbevelingen gedaan. Hoewel de Conventie er op gericht was de burger meer bij de politiek te betrekken, beweerde Schinkelshoek later dat wat hem betreft de kloof tussen burger en politiek 'bij wijze van spreken' niet groot genoeg kan zijn. Dit beweerde Schinkelshoek onder andere in een artikel in De Groene Amsterdammer (voorjaar 2006) en een interview met HP/De Tijd (najaar 2006). Schinkelshoek stelt zich op het standpunt dat burgers met verkiezingen politici een vierjarig mandaat geven, waarna deze politici beslissen wat goed is voor het land. Na afloop worden de politici bij verkiezingen beoordeeld door de kiezer, aldus Schinkelshoek. Schinkelshoek vindt dat de positie van de Tweede Kamer versterkt moet worden, zelf noemt hij de positie van de Tweede Kamer tanende en streeft hij naar eerherstel.
Schinkelshoek stond in 2010 wederom op de kandidatenlijst voor de Tweede Kamerverkiezingen maar werd vanwege zijn 27e plaats niet herkozen. Op 31 augustus maakte Schinkelshoek bekend niet meer beschikbaar te zijn voor een eventueel vrijkomende Kamerzetel, uit onvrede met de coalitieonderhandelingen van zijn partij met de PVV.
Na zijn vertrek uit de landelijke politiek in 2011 was hij korte tijd lobbyist bij het Haagse adviesbureau Pauw Sanders Zeilstra van Spaendonck. Hierna ging hij werken als communicatieadviseur.

## Persoonlijk
Schinkelshoek is woonachtig in Den Haag. Hij is getrouwd met jonkvrouwe Agaath Reuchlin, Schinkelshoek heeft twee kinderen uit een eerder huwelijk. Schinkelshoek is belijdend protestant. In zijn vrije tijd maakt hij o.a. deel uit van de communicatieadviesraad van de Protestantse Kerk in Nederland en schrijft hij columns in het kerkelijk maandblad Kerk in Den Haag. Schinkelshoek is geen onverdienstelijk schaker en was bestuurslid van de Koninklijke Nederlandse Schaakbond (KNSB).
- Gemeinsame Normdatei: 1134883560
- International Standard Name Identifier: 0000 0003 9625 009X
- Library of Congress Control Number: nb2018026149
- Nederlandse Thesaurus van Auteursnamen: 18755403X
- Parlement.com: vhd71aupsduz
- Virtual International Authority File: 291183698